# Scoparia manschurica
Scoparia manschurica là một loài bướm đêm trong họ Crambidae.